# Nubeculinita
Nubeculinita es un género de foraminífero bentónico de la subfamilia Nubeculinellinae, de la familia Nubeculariidae, de la superfamilia Cornuspiroidea, del suborden Miliolina y del orden Miliolida. Su especie tipo es Nubeculinita inhaerens. Su rango cronoestratigráfico abarca el Holoceno.

## Discusión
Clasificaciones más recientes incluyen Nubeculinita en la superfamilia Nubecularioidea.

## Clasificación
Nubeculinita incluye a las siguientes especies:
- Nubeculinita decorata
- Nubeculinita inhaerens
- Nubeculinita ramosa